# Marina (romanzo)
Marina è un romanzo dell'autore spagnolo Carlos Ruiz Zafón pubblicato nel 1999.

## Storia editoriale
L'autore ha scritto l'opera tra il 1996 e il 1997 quando era a Los Angeles. Allora trentatreenne, sentiva che la gioventù era oramai passata: tale disposizione d'animo ha permeato i toni crepuscolari della storia. Di tutti i suoi romanzi, questo è uno tra i preferiti dello scrittore. Pubblicato in Spagna nel 1999, è il quarto di una serie di volumi rivolti a un pubblico giovane, seppure i temi trattati e lo stile lo abbiano reso gradito a lettori di ogni età. Per lungo tempo dopo la pubblicazione, alcune dispute legali ne avevano impedito la pubblicazione con altri editori e la traduzione.

## Trama
(Carlos Ruiz Zafón, Marina)
Barcellona, 1979-1980. Oscar Drai è un giovane studente che vive la sua adolescenza tra le mura del collegio del posto. Di tanto in tanto ama concedersi delle ore lontano dalle soffocanti mura del convitto per esplorare le vie e i quartieri della città. Un giorno, passeggiando, viene attratto dalla musica di un grammofono che lo conduce alla finestra di una casa dalla quale sottrae, involontariamente, un orologio da taschino dal quadrante scheggiato, appoggiato sul tavolo, e scappa. Qualche giorno dopo decide di riportarlo indietro; sarà in quell'occasione che conoscerà Marina e il suo enigmatico padre Germàn Blau, ex-pittore di fama. Una profonda amicizia legherà i due giovani che dovranno trovare risposte a misteri ed enigmi che circondano le strade di Barcellona. I due, infatti, si ritroveranno alle prese con la storia di Michail Kolvenik, un fabbricante di protesi, il quale (in teoria morto vent'anni prima) riesce a sopravvivere grazie a un siero che riesce a mantenerlo in vita. Per anni Michail aveva cercato di scoprire come si potesse mantenere in vita un uomo, idea che gli venne dopo aver assistito alla morte del padre adottivo e che lo faceva sentire come Dio. In contemporanea ai fatti relativi a Marina e a Oscar, Michail aveva appena esaurito il siero miracoloso e perciò cercava in tutti i modi di reperirne un'altra dose per poter sopravvivere ancora. Questa sua furia nella ricerca del siero lo ha portato a imbattersi in Oscar e Marina. Alla fine i ragazzi riescono a scappare col siero di Michail. Quando tutto sembra procedere per il meglio, Oscar scopre che Marina è malata. Prima di morire, però, si fa promettere dall'amico che scriverà la loro storia e quella del misterioso caso di Michail Kolvenik.

## Personaggi
Oscar DraiUn adolescente di 15 anni che vive e studia in un collegio a Barcellona. La sua vita cambia completamente dopo aver incontrato Marina. Diventano amici e tra loro iniziano a nascere sentimenti d'amore.
Marina BlauCome Oscar, è la protagonista della storia. È una ragazza di 15 anni, figlia di Kristen Auermann e Germán Blau. Marina è esuberante e intelligente. Vive con suo padre e un gatto Kafka in una casa in rovina nel quartiere di Sarriá.
Michail KolvenikUn esperto nella creazione di articoli ortopedici e protesi mediche. È un personaggio sinistro nella storia. Un giorno è riuscito a sconfiggere la morte indagando sulla vita di una farfalla nera e trasformandosi in un mostro.
Eva IrinovaUna donna russa. Quando Eva era bambina, è stata adottata dagli artisti itineranti Sergei e Tatiana. In passato, era una cantante favolosa. Ha sposato Kolvenik ed è rimasta orrendamente sfigurata dall'acido gettatole in faccia da Sergei.
Germán BlauIl padre di Marina. Era un artista e pittore eccezionale. Da giovane, era un tirocinante di Quim Salvat. Dalla morte della moglie ha smesso di dipingere e ora ha una sola ragione di vita: sua figlia Marina.
Joan ShelleyÈ un uomo anziano. Molti anni fa, era il medico di Kolvenik.
Víctor FloriánEra un ispettore di polizia e ha cercato di indagare sul caso di Kolvenik e dell'azienda Velo-Granell.
Luís ClaretEra il factotum di Kolvenik, alla sua scomparsa rimasto fedele a Eva Irinova.
Benjamín SentísEx socio di Kolvenik, caduto in rovina al fallimento dell'azienda e invidioso.
Sergei GlazunowIl tutore di Eva Irinova.
Tatiana GlazunowLa sorella gemella di Sergei Glazunow. Con suo fratello ha adottato Eva.
María ShelleyLa figlia segreta di Kolvenik, adottata da Joan Shelley.
JFÈ l'amico ipocondriaco di Oscar nel collegio dove studiano insieme. Ha occhi profondi, temperamento nervoso e una costituzione debole.
Quim SalvatSecondo i pettegolezzi, era l'amante della madre di Germán Blau. In seguito Germán divenne il suo apprendista.

## Edizioni
- Carlos Ruiz Zafón, Marina, traduzione di Bruno Arpaia, Scrittori italiani e stranieri, Milano, Arnoldo Mondadori Editore, maggio 2009, ISBN 978-88-04-59352-2.
- Carlos Ruiz Zafón, Marina, traduzione di Bruno Arpaia, Oscar grandi bestsellers, Milano, Arnoldo Mondadori Editore, maggio 2010.
- Carlos Ruiz Zafón, Marina, traduzione di Bruno Arpaia, Oscar bestsellers, Milano, Arnoldo Mondadori Editore, maggio 2016, ISBN 978-88-04-66703-2.